# Paracaprella tenuis
Paracaprella tenuis är en kräftdjursart som beskrevs av Mayer 1903. Paracaprella tenuis ingår i släktet Paracaprella och familjen Pariambidae. Inga underarter finns listade i Catalogue of Life.